# 인천진산과학고등학교
인천진산과학고등학교(仁川鎭山科學高等學校)는 대한민국 인천광역시 부평구 삼산동에 위치한 공립 과학고등학교이다.

## 학교 연혁
- 2005년 12월 28일 : 인천진산고등학교 설립 인가
- 2006년 3월 1일 : 초대 오병서 교장 취임
- 2006년 3월 3일 : 인천진산고 제1회 입학식 332명 입학
- 2009년 11월 6일 : 교육과학기술부 지정 ‘과학중점학교’
- 2013년 3월 1일 : ‘인천진산과학고등학교’ 로 전환
- 2013년 3월 1일 : 초대 윤덕열 교장 취임
- 2013년 3월 2일 : 인천진산과학고 제1회 입학식 80명 입학
- 2013년 3월 25일 : 기숙사 ‘형설관’ 개관
- 2015년 2월 12일 : 인천진산고 제7회 졸업식 183명 졸업
- 2015년 2월 12일 : 인천진산과학고 1회 입학생 61명 조기졸업
- 2023년 3월 1일 : 제5대 장훈동 교장 취임
- 2024년 2월 7일 : 제9회 졸업식(3학년 졸업생 52명, 2학년 조기졸업 33명) 총 누계 2,933명(졸업 2,911명, 수료 22명)
- 2024년 3월 4일 : 제12회 입학식 81명 입학(4학급)

## 설치 학과
- 과학과

## 참고 자료
- 인천진산과학고등학교 - 한국교육학술정보원 학교알리미